# Christine May
Christine May (* 23. März 1948 in Dublin) ist eine schottische Politikerin und Mitglied der Labour Party.
May war ab 1988 Mitglied des Bezirksrats von Kirkcaldy und dann ab 1995 des Regionalrats von Fife. Zu den Schottischen Parlamentswahlen 2003 trat May als Kandidatin der Labour Party für den Wahlkreis Central Fife an, den der zurückgetretene Labour-Politiker und intermediäre Erste Minister Henry McLeish bei den vorigen Wahlen für sich entscheiden konnte. May errang das Mandat mit deutlichem Vorsprung vor der Kandidatin der SNP, Tricia Marwick, und zog erstmals in das Schottische Parlament ein. Obschon sie bei den folgenden Parlamentswahlen 2007 nur leichte Stimmverluste hinnehmen musste, unterlag sie diesmal Tricia Marwick, die deutliche Stimmgewinne für sich verbuchen konnte. Bei den Parlamentswahlen 2011 trat May nicht mehr an.